# Johann Andreas Stumpff

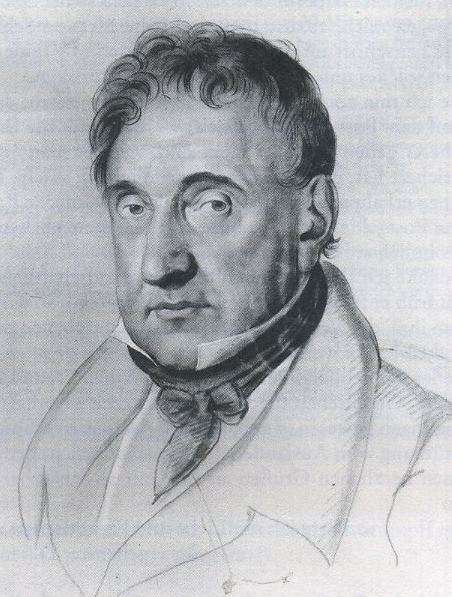
Johann Andreas Stumpff, Kreidezeichnung von Johann Joseph Schmeller, 1829 (Weimar, Goethe-Nationalmuseum)

Johann Andreas Stumpff (* 27. Januar 1769 in Ruhla; † 2. November 1846 in London) war ein deutscher Harfen- und Klavierfabrikant.

## Leben
Stumpff war ein Sohn des Instrumentenmachers Johann Heinrich Stumpff und übersiedelte 1790 nach London. Dort arbeitete er zunächst bei der Firma John Broadwood & Sons, ehe er um 1810 Inhaber einer eigenen Instrumentenfabrik wurde.
1824 unternahm er eine Reise nach Österreich und Deutschland, auf der er in Salzburg mit Constanze Mozart zusammentraf und in Wien mit Ludwig van Beethoven. 1826 schenkte er Beethoven die von Samuel Arnold herausgegebene 40-bändige Prachtausgabe der Werke von Georg Friedrich Händel.